# Jamais sans mes enfants
Jamais sans mes enfants ou The Escape (titre DVD) (Ticket Out) est un film américain réalisé par Doug Lodato, sorti en 2012.

## Synopsis
Jocelyn, une mère de famille souhaite éloigner son fils et sa fille de son mari, violent et abusif. Après l'avoir quitté, elle porte plainte contre ce dernier à plusieurs reprises sans résultat, la justice ne l'écoutant pas, elle cherche un autre moyen. Elle trouve refuge et assistance dans une association où elle rencontre Jim, le dirigeant, qui met rapidement Jocelyn à l'abri. Cependant, son mari ne la laissera pas s'enfuir aussi facilement...

## Fiche technique
- Titre original : Ticket Out
- Titre DVD français : The Escape
- Titre français télévisuel : Jamais sans mes enfants
- Réalisation : Doug Lodato
- Scénario : Suzanne Collins
- Photographie : Peter Fernberger
- Musique : Mark Adler
- Pays d'origine :  États-Unis
- Langue originale : anglais
- Durée : 105 minutes
- Dates de sortie :
  -  Allemagne : 8 mars 2012
  -  France : 4 septembre 2012 (sorti directement en DVD)
  -  États-Unis : 28 septembre 2012 (sortie limitée)

## Distribution
- Ray Liotta (VF : Emmanuel Jacomy) : Jim
- Alexandra Breckenridge (VF : Fanny Roy) : Jocelyn
- Billy Burke (VF : Arnaud Arbessier) : Dennis
- Joel Moore : Riley
- Colin Ford : DJ
- Clifford Minkoff : Thompson
- Michael Shamus Wiles : Danvers
- Judith Benezra : Agent Sarah Dalrymple
- Christopher B. Duncan : Kemp
- Scott Michael Campbell : Miller
- Ciara Bond : Mary Sue